# Radio Hashtag+
Radio Hashtag+ ist ein privater Hörfunksender aus Schweinfurt, der am 11. Oktober 2017 gegründet wurde.

## Geschichte
Das Studio befindet sich in den Räumlichkeiten von Radio Primaton.  
Das Programm richtet sich an die Zielgruppe von 14- bis 29-Jährige und besteht zu einem großen Teil aus aktuellen Chart-Hits.
Neben dem Musikprogramm bietet der Sender ein Nachrichtenprogramm, mit regionalem Fokus auf die Planungsregion Main-Rhön, jeweils 10 Minuten vor der vollen Stunde und 10 Minuten vor Halb. Teil des Nachrichtenprogrammes bilden hörerunterstützte Verkehrsinformationen für die Region Main-Rhön, welche ganztags viermal pro Stunde aktualisiert werden.
Seit März 2019 werden auf Radio Hashtag+ zudem wöchentlich die "FunkoLive Tech-News" von Felix Schymura ausgestrahlt.

## Empfangsmöglichkeiten

### UKW
Seit 2019 ist der Sender auch auf 87,7 MHz über den Sender Schweinfurt-Hochfeld zu empfangen.

### DAB+
Das Sendegebiet von hashtag+ erstreckt sich über Unterfranken. Es ist Teil des Regionalmuxes 10A.

### Webstream
Über die Webseite und die App des Radiosenders kann das Programm zudem online gehört werden.